# Поникедовка
Поникедовка — деревня Ковылкинского района Республики Мордовия в составе Рыбкинского сельского поселения. 

## География
Находится у реки Большой Азясь на расстоянии примерно 20 километров по прямой на север-северо-запад от районного центра города Ковылкино.

## Истории
Известна с 1869 года, когда она была учтена как казенная деревня  Краснослободского уезда из 44 дворов.

## Население
Постоянное население составляло 140 человек (мордва-мокша 83%) в 2002 году, 95 в 2010 году .